# Зелюв
Зелюв (пол. Zelów)  —  город  в Польше, входит в Лодзинское воеводство,  Белхатувский повят.  Имеет статус городско-сельской гмины. Занимает площадь 10,75 км². Население — 8307 человек (на 2005 год).

## Города-побратимы
- Валашске-Клобоуки Чехия

## Известные уроженцы и жители
- Игнаций Браницкий (1912 — после 1992) — польский и израильский шахматист.
- Якуб Тосик (род. 1987) — польский футболист, полузащитник.